# 1919년 영국-아프가니스탄 조약

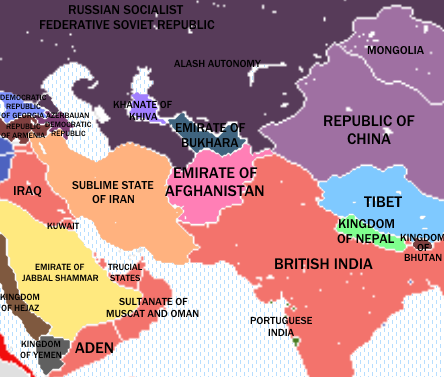
1919년 아프가니스탄

1919년 영국-아프가니스탄 조약(Anglo-Afghan Treaty of 1919) 또는 라왈핀디 조약(Treaty of Rawalpindi)은 제3차 영국-아프가니스탄 전쟁을 종식시킨 조약이었다. 1919년 8월 8일 펀자브주 라왈핀디에서 영국과 아프가니스탄 토후국이 서명했다. 영국은 조약 제5조에 따라 아프가니스탄의 독립을 인정했고, 영국령 인도가 카이베르 고개를 넘어 확장하지 않기로 합의했으며, 아프가니스탄에 대한 영국의 보조금을 중단했다. 아프가니스탄은 또한 1919년 영국-아프가니스탄 조약 제5조에 따라 이전에 영국령 인도와 합의한 모든 국경 협정을 수락했다. 따라서 아프가니스탄은 독립 국가로서 듀랜드 라인을 양국 간의 국제 국경으로 인정하는 데 동의했다.

## 같이 보기
- 제1차 영국-아프가니스탄 전쟁